# Granseer Platte
Die Granseer Platte (Aussprache: Gransee-er Platte) ist eine gehölz-/waldreiche ackergeprägte Kulturlandschaft im Norden des Landes Brandenburg. Sie bildet einen Naturraum im Nordbrandenburgischen Platten- und Hügelland. Zusammen mit der Rüthnicker Heide, der Ruppiner Platte und der Wittstock-Ruppiner Heide bildet die Granseer Platte die naturräumliche Haupteinheit der Ruppiner Heiden und Platten.

## Geografie
Die Granseer Platte bedeckt eine Fläche von je nach Definition etwa 700 km². Zwischen den Flussniederungen erstreckt sie sich über 20 bis 25 km, während die Nord-Süd-Ausdehnung etwa 30 km beträgt. Im Norden/Nordwesten geht die Granseer Platte in das hügelige Rheinsberg-Fürstenberger-Seengebiet über. Im Süden grenzt die Platte an das Eberswalder Urstromtal, das hier vom Rhinluch und den Niederungslandschaften entlang des alten Havellaufs eingenommen wird. Die Platte erhebt sich etwa 10 bis 20 m über dem Niveau der sie umgebenden Niederungen.  Die höchsten Erhebungen sind der Hohe Timpberg südöstlich von Gransee mit 92 m und eine namenlose Höhe nordwestlich von Gransee mit 102 m über NN. Die größten Seen der Granseer Platte sind der Große Wentowsee im Norden und der Dreetzsee im Süden. Daneben gibt es viele kleinere Seen wie zum Beispiel den Großen Lankesee oder den Huwenowsee. Hauptorte sind die ehemalige Kreisstadt Gransee, Lindow und Löwenberg. Die Granseer Platte wird vorwiegend ackerbaulich genutzt, wobei diese Flächen immer wieder von kleineren Wäldern und Wiesen unterbrochen werden. In sumpfigen Bereichen findet sich Erlenbruchwald, während auf den unfruchtbaren Sandböden im Westen und Südwesten (Rüthnicker Heide) Kiefernwälder wachsen. Im Süden grenzt die Granseer Platte an die Zehdenick-Spandauer Havelniederung.

## Geologie
Das heutige Relief erhielt die Granseer Platte am Ende der Weichselkaltzeit. Den größten Teil der Fläche nimmt eine kuppige Grundmoränenplatte ein. Der vorletzte Brandenburgische Eisvorstoß (Frankfurter Staffel) hinterließ eine Endmoräne, die im westlichen Teil der Platte von Süden nach Norden verläuft, dann zwischen Lindow und Gransee nach Nordwesten abknickt, um im weiteren Verlauf die Landschaft zu verlassen. Das sich nordöstlich der Endmoräne befindliche Schmelzwasser schüttete im Südwesten der Granseer Platte eine etwa 100 km² große Sanderfläche auf, die heutige Beetzer Heide.

## Geschichte

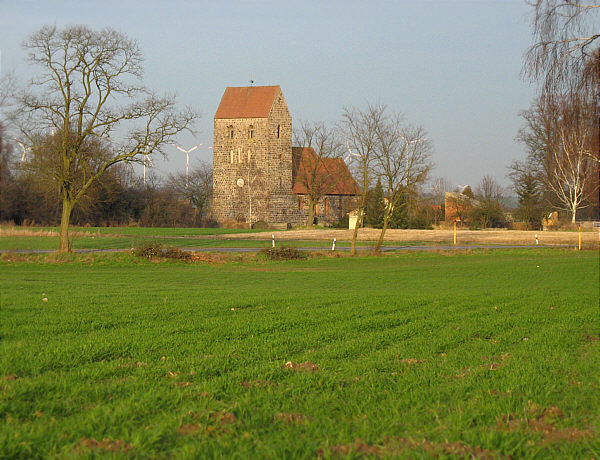
Die Kirche von Gutengermendorf

Da der mittelschwere und steinige Boden mit einfachen Holzpflügen kaum zu bearbeiten ist, war die Granseer Platte bis zur zweiten deutschen Ostexpansion kaum besiedelt. Nur am Rande der Platte und im Bereich der Seen und Wasserläufe finden sich Siedlungsspuren. Der Wendenkreuzzug 1147 umging die Landschaft im Westen und Norden. Trotzdem ist in dessen Folge vom Land Ruppin ausgehend mit ersten deutschen Befestigungen  im Raum Lindow, Gransee und Löwenberg zu rechnen. Gransee erhielt 1262 Stadtrecht, Löwenberg kurz darauf. Beide Städte waren Ackerbürgerstädte bis in die Neuzeit. Die Beetzer Heide war in der DDR größtenteils militärisches Sperrgebiet. Im zentralen Teil der Granseer Platte befindet sich das Barockschloss Meseberg am Huwenowsee, heute als Gästehaus der Bundesregierung genutzt.

## Wirtschaft und Verkehr
Die Granseer Platte wird bis heute vorwiegend land- und forstwirtschaftlich genutzt. Bei Lindow, nördlich von Badingen und östlich von Mildenberg wurde im 20. Jahrhundert Ton abgebaut, woraus sich eine bedeutende Ziegeleiindustrie entwickelte. Diese kam allerdings vorwiegend der Stadt Zehdenick zugute.
Wichtigste Verkehrsader ist die Bundesstraße 96, die die Granseer Platte in Nord-Süd-Richtung durchquert. Diese wiederum wird gequert im Süden von der Bundesstraße 167 (Neuruppin–Löwenberg–Liebenwalde) und im nördlichen Teil von der Landesstraße L 22 (Lindow–Gransee–Zehdenick). Parallel zur B 96 verläuft die Berliner Nordbahn (Berlin–Stralsund).

## Natur

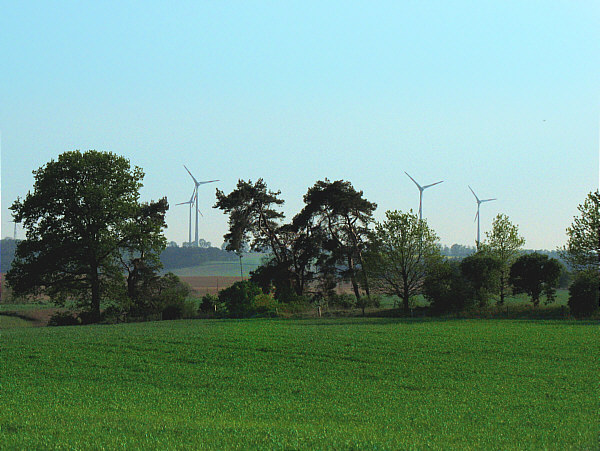
Landschaft südlich von Badingen

Die Landschaft wurde seit 800 Jahren durch den Menschen geprägt. Ursprünglich erhalten sind daher nur noch einige abgelegenere Seen. Trotzdem hat das abwechslungsreiche Profil immer wieder Rückzugsmöglichkeiten für verschiedene Tierarten ermöglicht.
Ganz im Norden sind Gewässer mit angrenzenden Laubwäldern als FFH-Gebiete gemeldet, so z. B. das Wolfsluch, das Polzowtal und das Pölztal mit den Gramzower-Seen, im Süden sind verschiedene Laubwaldgebiete unter Naturschutz gestellt, wie die Meseberger Heide oder Harenzacken. Im Osten der Beetzer Heide liegen Brutgebiete von Fisch-, Schrei- und Seeadler, Schwarz- und Weißstorch und Kranich, im Westen eine Graureiherkolonie.
Bis auf das Gebiet der Beetzer Heide gilt die Landschaft der Granseer Platte als „schutzwürdig mit Defiziten“.

## Sonstiges
Das Bundesamt für Naturschutz unterscheidet das bezeichnete Gebiet nach anderen Gesichtspunkten, besonders nach Landschaftsschutzwürdigkeit und Nutzung. Die Granseer Platte reduziert sich nach deren Definition auf 537 km², die Schleuener Heide (Beetzer Heide) mit  94 km² zählt extra, und die Grenzen der Landschaft im Ganzen sind nicht genau deckungsgleich.